# Гигант K-класса

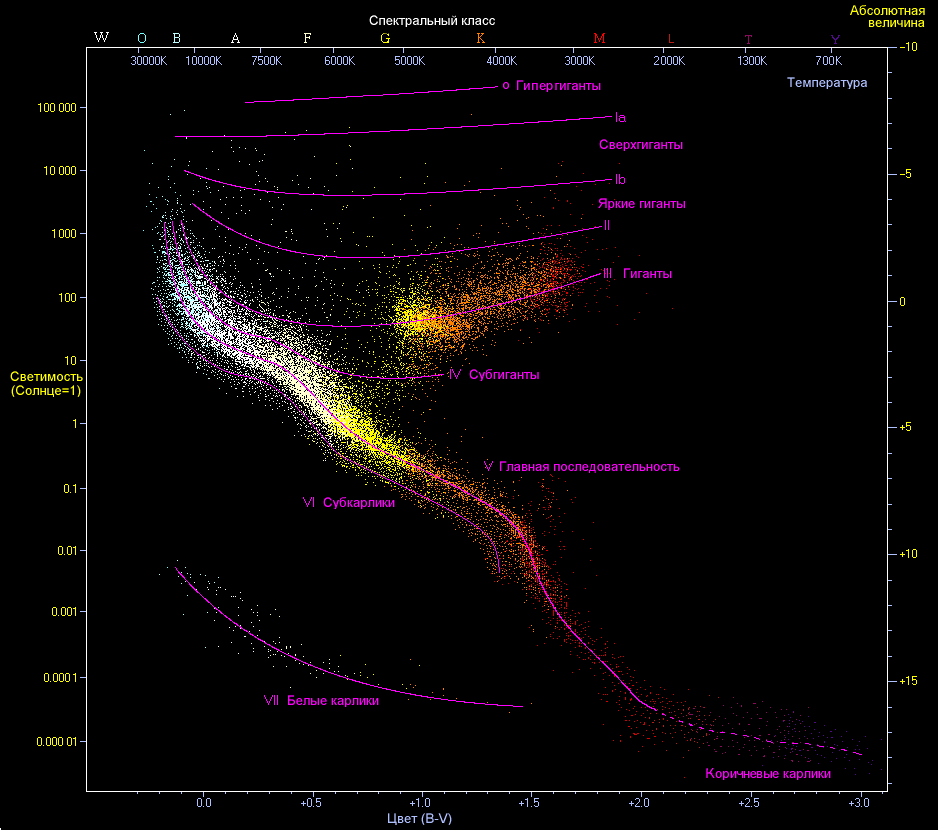
Диаграмма Герцшпрунга — Рассела

Оранжевый гигант (гигант K-класса, англ. K-type giant) — тип звёзд-гигантов (класс светимости III), переходный этап звёздной эволюции от жёлтых гигантов к красным гигантам. Температура поверхности у звёзд данного типа 3500-5100 K, что на 100—400 K холоднее, чем у оранжевых карликов. Оранжевые гиганты обладают небольшой массой по звёздным меркам, часто она составляет лишь 1.1-1.2 солнечной. Светимость у них выше, чем на стадии главной последовательности, но меньше, чем у более холодных красных гигантов; обычно оранжевые гиганты в 60-300 раз ярче Солнца. Более массивные, мощные и большие звезды называются оранжевыми сверхгигантами (класс светимости I). Они могут иметь массу более 10 солнечных и быть в десятки тысяч раз мощнее Солнца. Существует также промежуточный класс звёзд, яркие гиганты (класс светимости II). Наиболее известными оранжевыми гигантами являются Арктур, гигант класса K1, и Альдебаран, гигант класса K5; оба являются одними из самых ярких звёзд на ночном небе.

## Поиск экзопланет
Планеты у звёзд промежуточной массы (1.5 < M < 5 солнечных масс), обычно являются газовыми гигантами существенно тяжелее Юпитера, находятся сравнительно далеко от звезды и обладают небольшим эксцентриситетом (вытянутостью орбиты). Пока звезда промежуточной массы находится на главной последовательности, она быстро вращается и в её спектре нет узких линий, позволяющих измерять лучевую скорость с хорошей точностью. Это делает поиск экзопланет очень трудным у таких звёзд. Однако после превращения такой звезды в субгигант, жёлтый или оранжевый гигант, её радиус увеличивается, температура поверхности и скорость вращения падают, что позволяет проводить нужные измерения. В настоящее время открыто много экзопланет у звёзд оранжевых гигантов, например, Омикрон Северной Короны, Эта Кита, HD 122430 и т. д. Подозревается наличие планеты у звезды Альдебаран.

## Некоторые оранжевые гиганты
- Дубхе — легко находимая звезда на ночном небе Северного полушария, входит в Большой Ковш.
- Йота Дракона — система оранжевого гиганта с эксцентрическим юпитером, массой 8.8-19.8 масс Юпитера.
- Мю Льва — планетная система с газовым гигантом на широкой орбите.
- Поллукс — ярчайшая звезда в созвездии Близнецов, также имеет планету.
- Капелла — система из оранжевого и жёлтого гиганта.
- GRS 1915+105 — микроквазар; система, состоящая из чёрной дыры, массой 10-18 солнечных и оранжевого гиганта V1487 Орла.
- V404 Лебедя — похожая система.

## Солнце как оранжевый гигант

Авторское представление о виде Солнца с Земли через 7 млрд лет; которое стало оранжевым гигантом.

Звёзды спектральных классов A-G в конце своей жизни проходят через стадию оранжевого гиганта, превращаясь затем в красные гиганты. Время нахождения Солнца на главной последовательности около 10.9 млрд лет (ещё примерно 6.3 млрд лет), после чего водород в его ядре закончится. К тому моменту Солнце будет в 2.2 раза ярче, в 1.575 раза больше чем сейчас и намного горячее — 6520 K. После этого оно превратится в субгигант. Земля, однако, уже станет необитаемой раскалённой пустыней задолго до превращения Солнца даже в субгигант. Для Солнца стадия оранжевого гиганта начнётся приблизительно через 7 млрд лет (через 700 млн лет после схода с главной последовательности). Солнце перейдёт на ветвь красных гигантов и начнёт расширяться быстрее, чем на стадии субгиганта. К этому моменту оно будет в 2.3 раза больше и в 2.73 раза ярче чем сейчас, а его поверхностная температура упадёт до 4900 K. Через 500 млн лет оно будет уже в 34 раза ярче, в 9.5 раза больше чем сейчас, температура поверхности будет 4540 K. После этого оно станет очень быстро расширяться и в течение следующих 80 млн лет станет красным гигантом с температурой поверхности, радиусом и светимостью 3100 K, 166 R⊙ и 2350 L⊙ соответственно. Таким образом, Солнце проведёт на стадии оранжевого гиганта более 500 млн лет.

## Изображения

Фото системы Альбирео
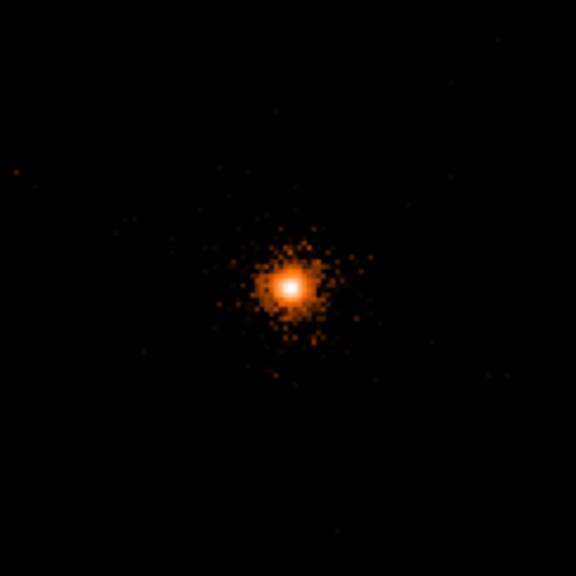
Бета Кита
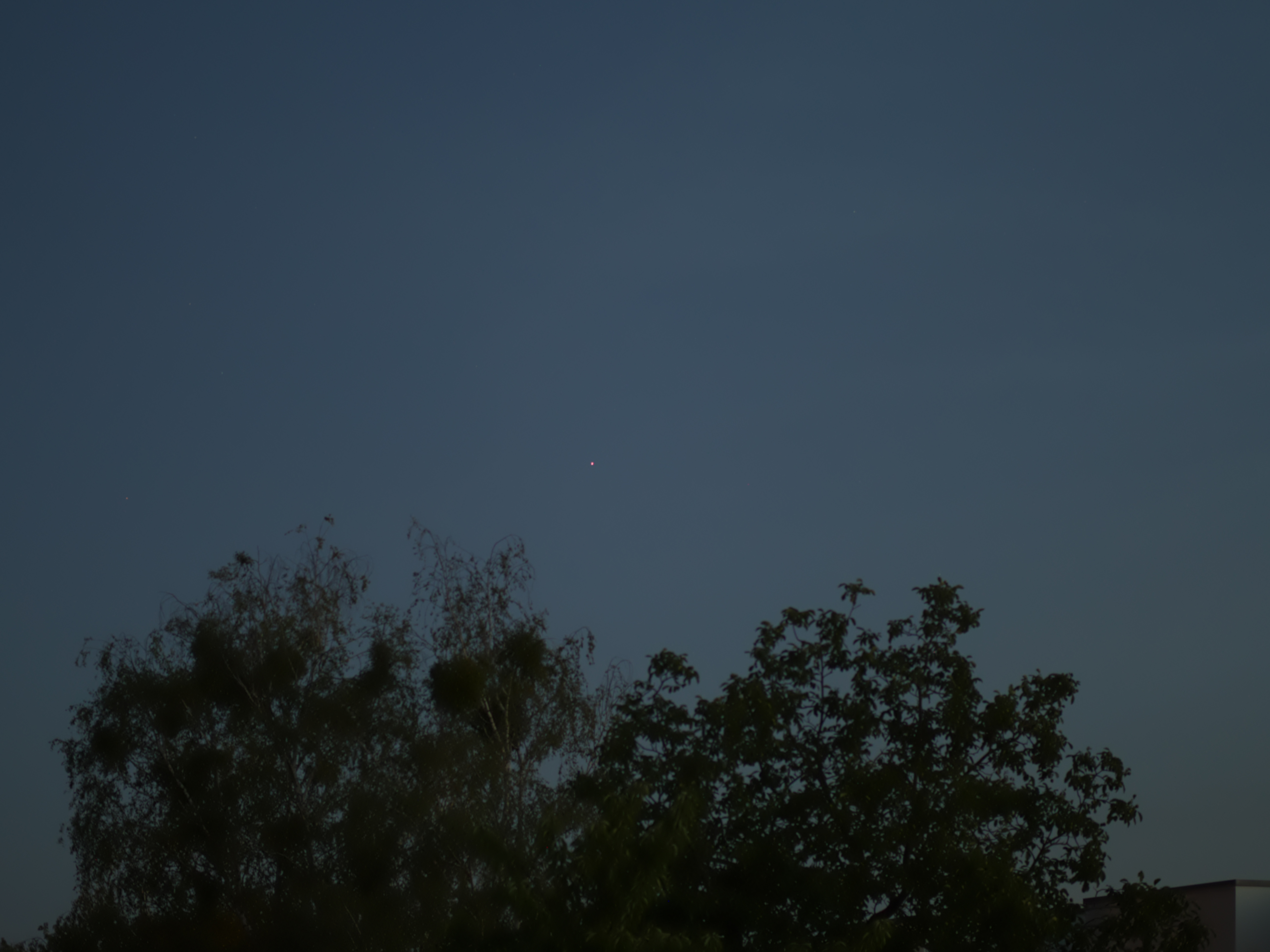
Вид Арктура с поверхности Земли
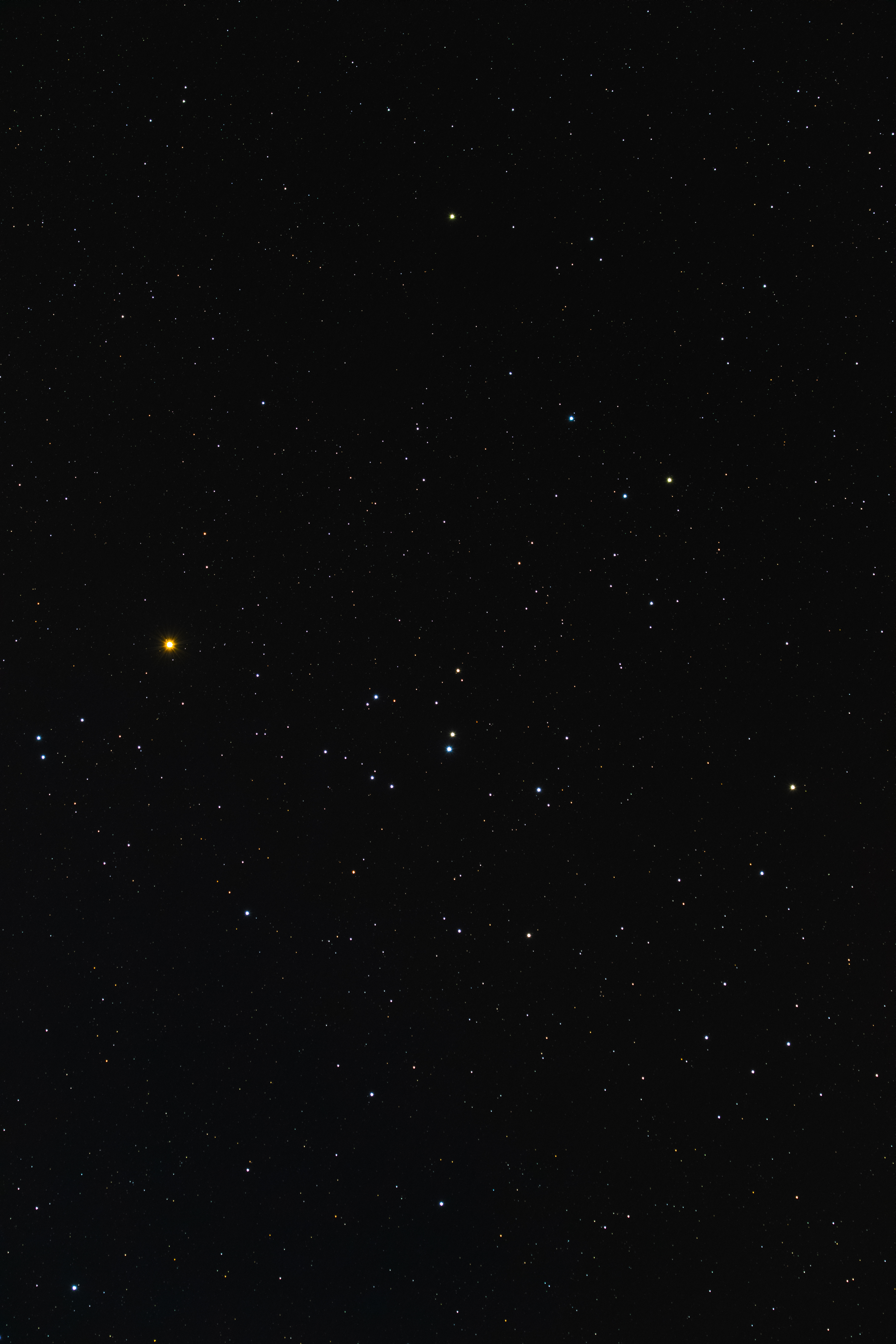
Вид Альдебарана с поверхности Земли
GRS 1915+105
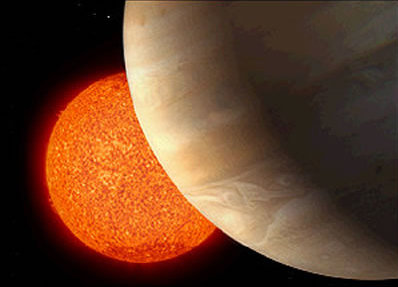
Йота Дракона
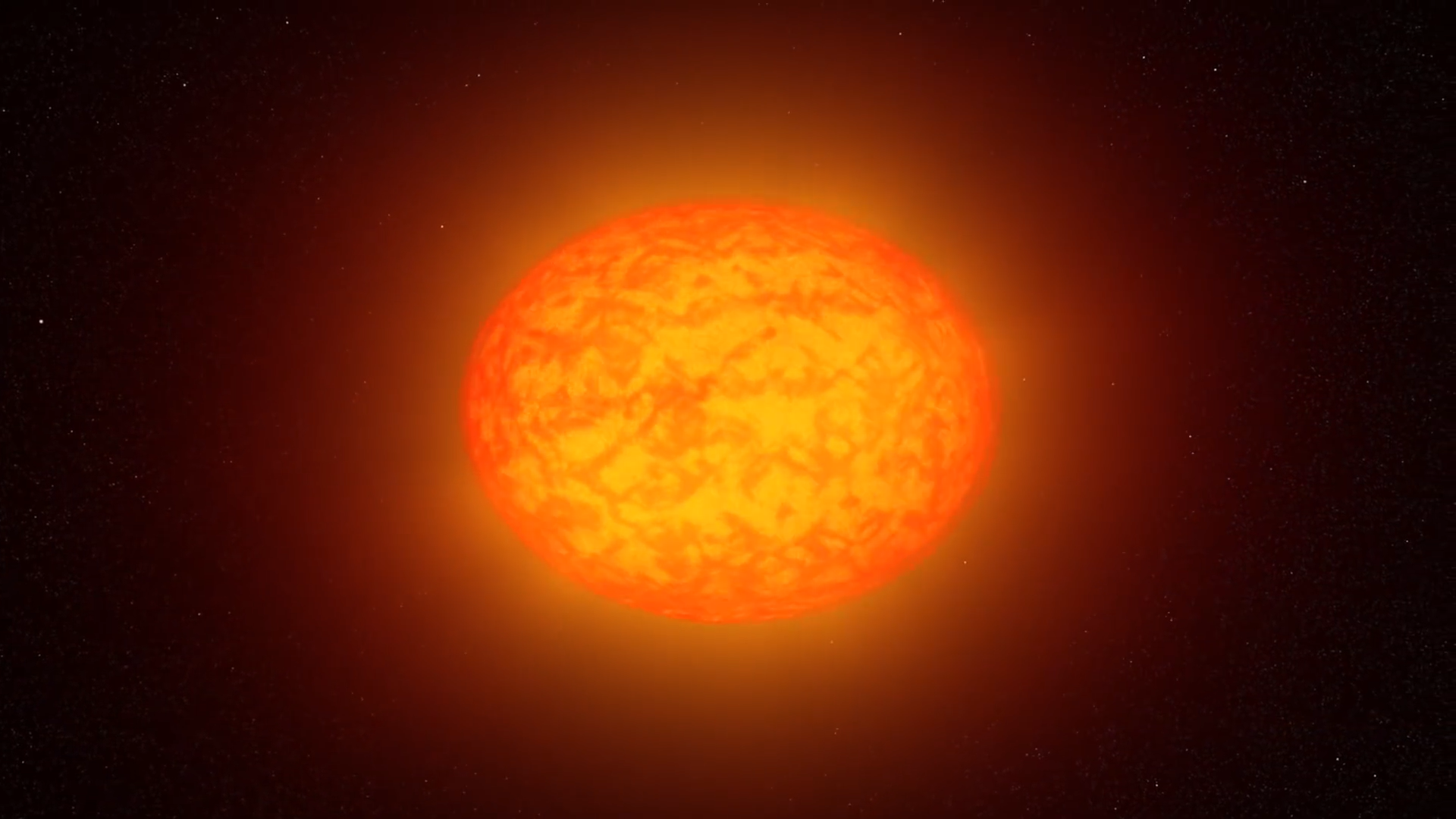
KSw 71